# Chiesa di San Domenico (Recanati)
La chiesa di San Domenico conosciuta anche come chiesa del Santissimo Rosario è una parrocchiale di Recanati, in provincia e diocesi di Macerata.

## Storia
Con la venuta dei padri domenicani nella città di Recanati nel 1272, fu edificata la chiesa dedicata a san Gregorio e il convento, poi demolito. la chiesa risulta fosse ultimata essendo già parrocchiale alla fine del secolo. Si narra che sul luogo dove sorse il convento fu visitato da san Pietro apostolo che fece dono della reliquia della santa Croce. Si narra che il santo avesse gettato il sacro legno nel fuoco ma essendo rimasto intatto, lo recuperò e lo consegnò ai fedeli, per questo la chiesa si trova all'imbocco con via 
L'edificio fu rimaneggiato più volte nel tempo come indicato nella documentazione conservata negli archivi cittadini fino alla completa ricostruzione nei primi anni del XVIII secolo. ulteriori lavori di mantenimento furono eseguiti nel secolo successivo portando la chiesa al nuovo aspetto.
Nel 1970 per adempiere all'adeguamento indicato dal concilio Vaticano II fu posto un nuovo altare più avanzato verso l'aula e rivolto ai fedeli, contemporaneamente fu realizzato il nuovo ambone.

## Descrizione

### Esterno
L'edificio si presenta in architettura gotica, con la grande facciata a capanna a vista in laterizio, con due lesene laterali che si concludono sulla copertura con un arredo sferico e completa di tre grandi arconi che raggiungono la sommità dove sono posti archetti e decori. Negli archi sono posti due aperture a tutto sesto atte a illuminare l'aula. Il portale è posto centrale alla facciata e presenta con il grande portale completo di paraste a colonna poste su alte zoccolature che sorreggono l'architrave e la lunetta dove è conservata la statua del santo titolare opera quattrocentesca di Giuliano da Maiano. L'edificio si affaccia su corso Persiani e costeggia il centro storico di Recanati fino a porta San Domenico, mentre la canonica posta sul retro dell'edificio si affaccia su viale Cesare Battisti lungo le antiche mura cittadine.
Le volte del tetto sono in camera a canne poste su capriate complete di doppia catena a doppia orditura di travicelli completa la parte la copertura in cotto e i coppi.

### Interno
L'interno si presenta a unica navata che si sviluppa su sette campate che si alternano tra campate lunghe, e campate brevi. L'ingresso è preceduto dalla bussola completa nella parte superiore della cantoria con l'organo a canne. La campate maggiori ospitano gli altari con aperture a lunetta e volta a botte. A sinistra, nella prima campata, si trova il battistero in stile neogotico. Il transetto di piccole misura è completo di volta a ombrello da dove s'innesta la zona presbiteriale con l'abside in stile neogotico lavoro ottocentesco.
La chiesa conservava il grande polittico di Recanati di Lorenzo Lotto datato 1506, ma che risulta fosse già smembrato nella seconda metà del XIX secolo, mentre il primo altare della seconda campata a sinistra conserva l'affresco del 1513 sempre del Lotto raffigurante san Vincenzo Ferreri in gloria. L'opera, unica dipinta a fresco nelle Marche dell'artista veneziano, è stata modificata nella parte superiore con il rifacimento barocco della chiesa adattandolo alla nuova decorazione settecentesca. L'altare posto di fronte ospita il dipinto raffigurante San Sebastiano in terracotta del Sebastiano Terregiani. L'aula conserva anche il dipinto raffigurante Sant’Elena Imperatrice in venerazione della Croce opera d'ignoto. L'altare ospita anche la reliquia della sacra Croce.
In questa chiesa era, fino al 1898, la Madonna col Bambino e Angeli, San Girolamo, Santa Sofia (?) e le Vitrù Cardinali, oggi nel Museo Diocesano, l'unica pala di soggetto sacro di Cristoforo Gherardi, detto il Doceno, del 1547 circa.